# Place Mika Häkkinen
La place Mika Häkkinen (finnois : Mika Häkkisen aukio) est une place du quartier de Martinlaakso à Vantaa en Finlande.

## Description
La place Mika Häkkinen est située à côté de la piscine de Martinlaakso et de l'école Martinlaakso à l'intersection de Martinlaaksonkuja et Martinlaaksonpolu.
La place est nommée en l'honneur de Mika Häkkinen et son inauguration a eu lieu le 1er juin 1999,.